# 约瑟夫·加列尼

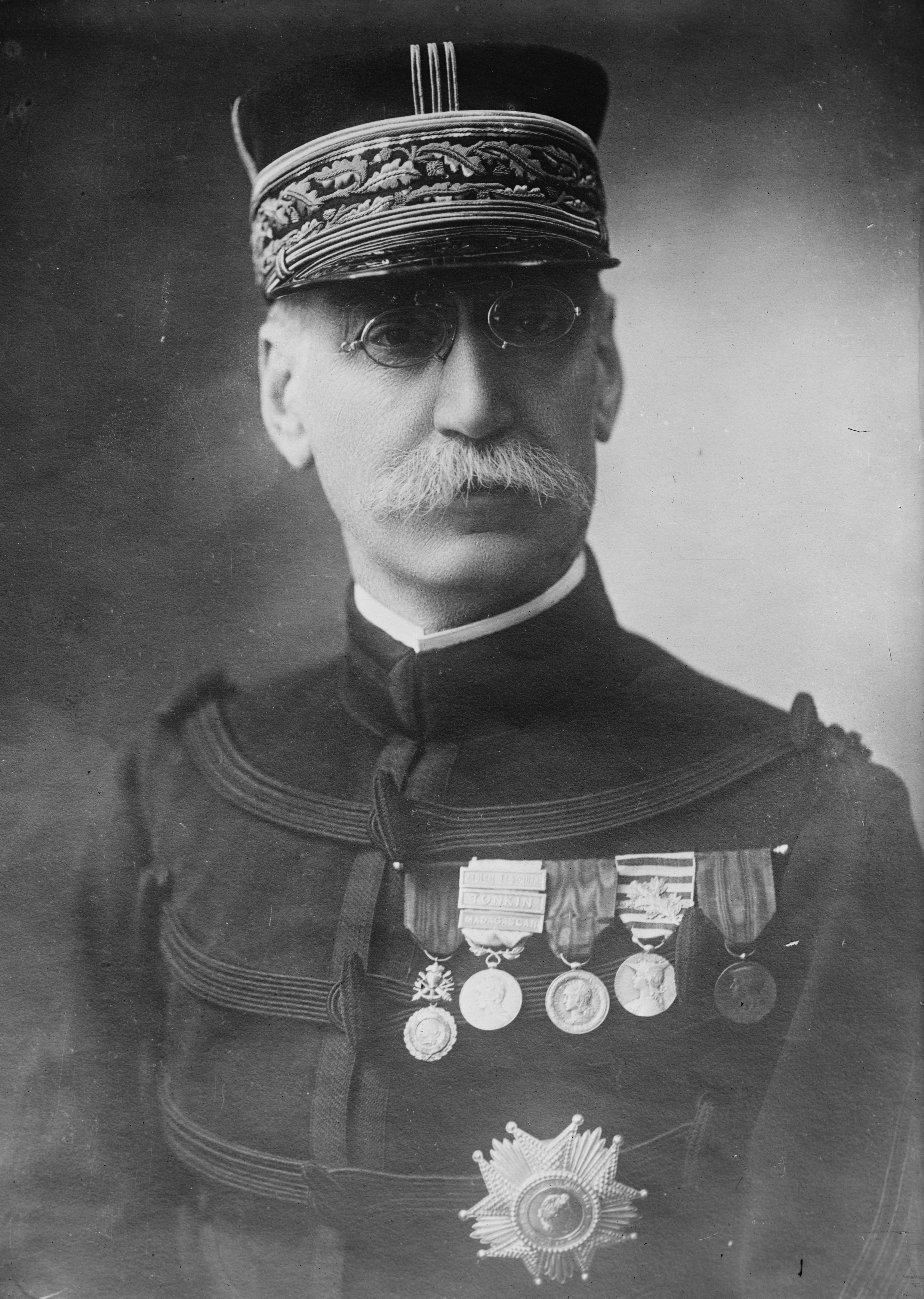
约瑟夫·西蒙·加列尼

约瑟夫·西蒙·加列尼（法語：Joseph Simon Gallieni，1849年4月24日 - 1916年5月27日），法国元帅。
年輕時曾參與普法戰爭，其後在法國各地殖民地，包括法屬西非、馬提尼克島、法屬蘇丹等地擔任軍事將領。1914年退役，但因第一次世界大戰爆發，他再度被徵召，參與第一次马恩河战役，但為當時統帥約瑟夫·霞飛所忌憚，而不使之有機會參與決策，但他所發動的一直對德軍第一軍的攻擊，成為該戰役獲勝的關鍵之一。